# كفر الديك
كفر الديك أو كفير ابن مهنا في السابق، بلدة فلسطينية تتبع محافظة سلفيت شمال الضفة الغربية. وقعت تحت الاحتلال الإسرائيلي بعد حرب 1967.

## التسمية
سميت بهذا الاسم نسبة إلى نزوح أحد مؤسسيها من منطقة عين الديوك قرب أريحا إليها.

## الجغرافيا
تقع في وسط فلسطين، في الجزء الشمالي الغربي من الضفة الغربية، في وسط محافظة سلفيت، على تلة جبلية ارتفاعها 390 متراً عن سطح البحر.
تبلغ المساحة الكلية لبلدة كفر الديك 17 ألف دونم، منها 600 دونم للمنطقة العمرانية. تشكل كفر الديك 8.3 % من مساحة محافظة سلفيت البالغة 204 كم2.
يحد بلدة كفر الديك من الشرق أراضي بلدة كفر الديك، أما من الشمال فيحدها أراضي بلدات سرطة وبديا، ومن الغرب بلدتي رافات ودير بلوط، أما من الجنوب فيحدها أراضي قرى بني زيد الغربية. وتبعد عن مدينة سلفيت 14 كم إلى الغرب، وتبعد 8 كيلومترات عن الخط الأخضر إلى الشرق.

## التاريخ

### العهد العثماني
كانت عام 1838 أحد أجزاء منطقة جورة مردة، جنوبي نابلس. وفي عام 1870 وجد المستكشف الفرنسي (Victor Guérin) هنا آثار كبيرة جدا وهي قرية دير سمعان الأثرية. عام 1882، أجرى صندوق استكشاف فلسطين الغربية مسحاً للبلدة ووصفها بأنها «ذات حجم معتدل على سفح التل، وموقع قديم، له مقابر مقطوعة بالصخور إلى الشرق».

### الانتداب البريطاني
في عام 1917، وقعت كفر الديك بيد الجيش البريطاني، ودخلت البلدة مع باقي فلسطين مظلة الانتداب البريطاني على فلسطين عام 1920، وأصبحت كفر الديك تتبع لناحية الجماعينيات ضمن قضاء نابلس في تلك الفترة حتى وقوع النكبة.
أجرت سلطات الانتداب البريطاني تعدادا عاما للسكان عام 1922، وقد بلغ عدد السكان حوالي 487 نسمة. ثم تزايد العدد حتى وصل إلى 655 نسمة في تعداد عام 1931. أما في تعداد عام 1945، فبلغ عدد سكان كفر الديك حوالي 870 نسمة جميعهم مسلمون.

### الحكم الأردني
في أوائل خمسينيات القرن العشرين أتبعت كفر الديك للحكم الأردني بين حربي 1948 و1967، وكان عدد سكانها آنذاك حوالي 1,365 نسمة عام 1961، وكانت تتبع إدارياً إلى قضاء نابلس.

### النكسة
بعد حرب الأيام الستة عام 1967، وقعت كفر الديك تحت الاحتلال الإسرائيلي.

### السلطة الفلسطينية
بعد تأسيس السلطة الفلسطينية، قسمت أراضي البلدة إلى قسمين: الأول شكل حوالي 14.5% وعرف باسم المنطقة «ب»، أما القسم الآخر فقد شكل النسبة المتبقية وعرف باسم المنطقة "ج". أتبعت البلدة إداريًا لمحافظة سلفيت، وأصبحت بلدية.

## السكان
دخلت فلسطين وفود كبيرة عبر العصور من تجار وغيرهم؛ وذلك لموقعها الهام كنقطة وصل بين القارات، ومركز للحضارات والأديان.
| السنة      | (1922) | (1931) | (1945) | (1961) | (تعداد 1997) | (تعداد 2007) | (تقدير 2012) | (تعداد2017) |
| ---------- | ------ | ------ | ------ | ------ | ------------ | ------------ | ------------ | ----------- |
| عدد السكان | 487    | 655    | 870    | 1,365  | 3,745        | 4,504        | 5,054        | 5,551       |

### أعلام ملحوظة
- أحمد فوزي خالد الديك، ممثل منظمة التحرير الفلسطينية في جنيف، وسفير دولة فلسطين الأسبق لدى اليمن وعضو المجلس التشريعي الفلسطيني 1996، والمستشار السياسي لوزير الخارجية الفلسطيني.

## مؤسسات كفر الديك
يوجد في البلدة مدارس للذكور والإناث للمراحل كافة، وعيادة صحية حكومية وأخرى خاصة، ومركز للشرطة، كما ويوجد ملعب رياضي وناد رياضي، وعدد من المساجد والمقامات.

## السياحة والآثار

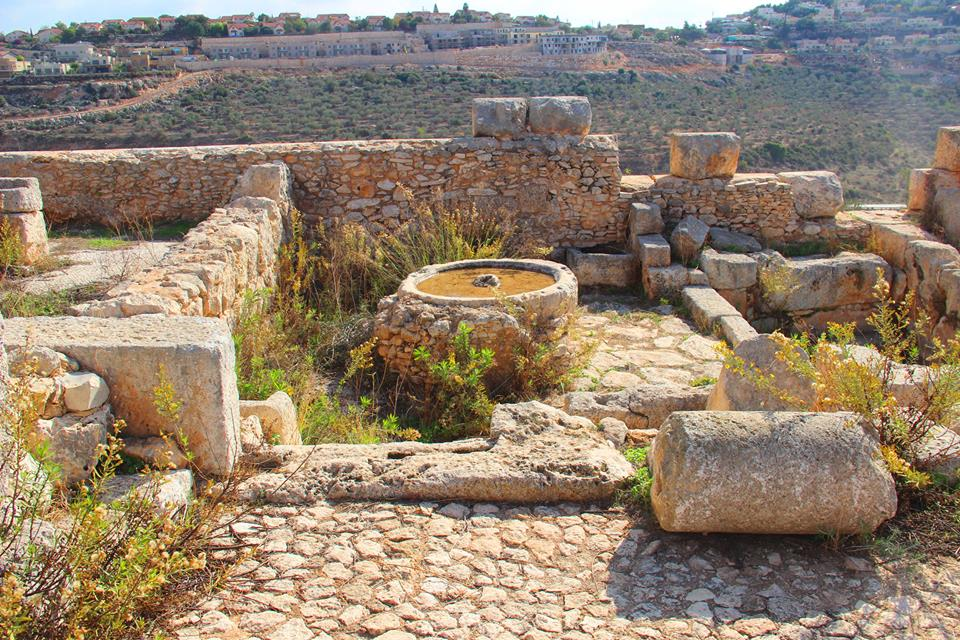
معصرة قديمة بدير سمعان غرب كفر الديك، وإلى الجنوب منها مستوطنة بدوئيل

تضم بلدة كفر الديك قلعة أثرية هي دير سمعان: وهو دير بيزنطي يعود عمره التاريخي إلى أكثر من 400 عام للميلاد، يقع على بعد ثلاثة كيلو مترات من الشمال الغربي لبلدة كفر الديك متوسطاً المنطقة الجبلية بين بلدتي دير بلوط غرباً وكفر الديك شرقاً.

## الاقتصاد

### الزراعة
تعد الزراعة القطاع الاقتصادي الرئيسي في البلدة، تنتج البلدة محاصيل الزيتون، والتين، واللوز، والعدس، والقمح وبعض الخضراوات. لكن التوسع العمراني للبلدة والتوسع في البنية التحتية وفتح الشوارع قلص المساحات المزروعة من الأراضي الزراعية.
تراجعت في السنوات الأخيرة أعداد الثروة الحيوانية بسبب ارتفاع أسعار الأعلاف وقلة المساحات الحيوية نتيجة الجدار والاستيطان، وأيضاً تعتبر مشكلة الخنازير البرية التي يطلقها المستوطنون من أكبر المشاكل التي تؤثر على القطاع الزراعي في كفر الديك خاصة والمحافظة عامة.

## الاستيطان
يحيط ببلدة كفر الديك عدد من المستوطنات والمواقع العسكرية، إضافة إلى المناطق الصناعية الإسرائيلية، وتشكل مستوطنة «ارئيل» الشريان الحيوي لعدد من المستوطنات مثل «إيلي زهاف» من الشرق، و«بدوئيل» من الجنوب، و«ليشم» من الشمال، ويأتي هذا التجمع في إطار حزام أمني يقضي على أكثر من 90% من أراضي البلدة.
أسماء هذه المستوطنات
-مستوطنة بدوئيل (سكنية): تأسست سنة 1984، وفي عام 2010 بلغت مساحة مسطح البناء لها (537 دونماً).
-مستوطنة بدوئيل (صناعية): تأسست سنة 1991، ولغاية عام 2010 بلغت مساحة المنطقة الصناعية (264 دونما).
-مستوطنة إيلي زهاف (سكنية): تأسست سنة 1982، وبلغت مساحة مسطح البناء لها لغاية عام 2010 (290 دونماً).
-مستوطنة بروخين: تأسست سنة 1999، بلغت مساحة البناء لها (265.5 دونماً).   

### الاعتداءات
- في 23 يناير 2020، قطع مستوطنو بروخين 15 شجرة زيتون معمرة في أراضي البلدة.[14]
- في 6 ديسمبر 2020، قطع مستوطنو بروخين 15 شجرة زيتون معمرة في أراضي البلدة.[15]

## وصلات خارجية
- ملف بلدة كفر الديك - معهد الأبحاث التطبيقية (أريج).
- صفحة بلدة كفر الديك في موقع «فلسطين في الذاكرة».
- صورة جوية للبلدة.